# إخصاب متعدد
الإخصاب المتعدد هو عملية تحدث عند إخصاب زوجين أو أكثر من البويضات في نفس الدورة بواسطة الحيوانات المنوية مماتؤدي إلى وجود ظاهرة التوأم كلٌ له صفاته البيولوجية والجينية الخاصة الموروثة من أبويهما. فمصطلح تعدد الإخصاب هو مشتق من الخصوبة أي مدى القدرة على إنتاج نسل.

## التصور
تحدث عملية تعدد الإخصاب خلال ساعات أو أيام من حدوث أول إخصاب للبويضة خلال نفس الدورة؛ فالفترة الزمنية لحدوث تخصيب البويضة قصيرة جدًا حيث أن عمر الحيوان المنوي داخل جسم الأنثى لايتجاوز الأربعة أو الخمسة أيام ولكن فور حدوث الإخصاب تصبح البويضة صالحة لمدة من 12-48 ساعة وبعد ذلك تتفكك. من ثم فإن فترة الخصوبة يمكن أن تمتد من خمسة إلى سبعة أيام.
عادة مايتم تعطيل عملية التبويض أثناء فترة الحمل لمنع حدوث أي عملية إخصاب للبويضات خلال تلك الفترة وأيضًا لزيادة فرصة إتمام الحمل. ومع ذلك فإنه قد يحدث ويتم تحرير بويضة مخصبة وتحدث حملًا آخر ولكن في مرحلة أخري متطورة وتلك الظاهرة معروفة ب(الحمل علي الحمل superfetation).

## الإخصاب المتعدد الأبوين في الثدييات
يحدث هذا النوع من الإخصاب في العديد من الحيوانات مثل الكلاب والقطط، فالكلاب الضالة قد تنتج مجموعة من الجراء كل جرو من أب مختلف. علي الرغم من ندرة حدوث تلك الظاهرة لدي البشر إلا أنه تم توثيق بعض الحالات التي حدث لها ذلك. حيث أجريت بعض الدراسات علي البشر ووجدت أنه قد يحدث زيجوت ثنائي بنسبة 2.4% علي التوأم الذين نتجوا من أبوين مختلفين والتي رفعت في دعاوي الأبوه.

## الحالات التي حدث لديها تعدد الإخصاب
في عام 1982، تم اكتشاف التوائم الذين وُلدوا بنوعين مختلفين من ألوان البشرة نتيجة للإخصاب المتعدد الأبوة.
في عام 1995، أنجبت امرأة شابة توأما أحادي المشيمة، حيث أنم كانوا في الأصل أحادي الزيجوت إلى أن تم اختبار الحمض النووي. أدى ذلك إلى اكتشاف أن التوأمين كان لديهم أبوين مختلفين.
في عام 2016، أنجبت أم طفلين نتاج تلقيح صناعي: أحدهما طفل لاعلاقة بالجين الذي تم زرعه، والآخر ذلك الطفل بيولوجي الناتج من بويضتها والحيوان المنوي الخاص بزوجها.